# 皇帝に捧げた命

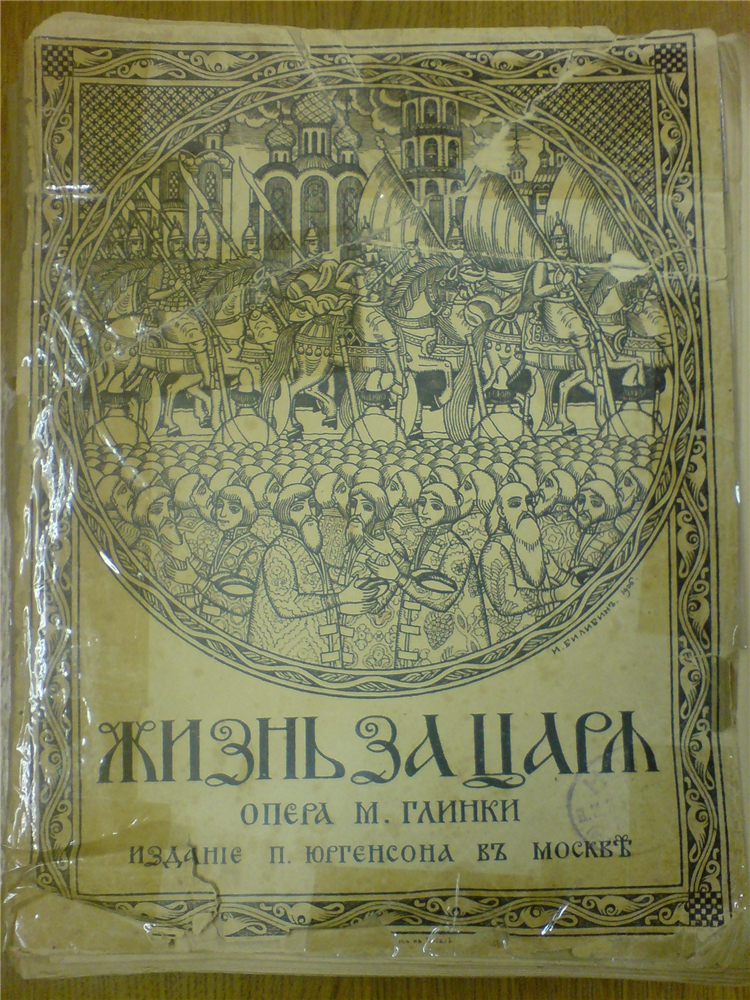
イヴァン・ビリビンの表紙絵による『皇帝に捧げた命』のリブレット（1906年）

『皇帝に捧げた命』（こうていにささげたいのち、Zhizn za tsarya, ロシア語: Жизнь за царя）は、19世紀ロシアの作曲家ミハイル・グリンカ（1804年 - 1857年）が作曲したオペラ。リブレットは、ローゼン男爵ほかによる。
当初の題名はオペラの主人公の名前から『イヴァン・スサーニン(Ivan Susanin)』とされていたが、献呈を受けたロシア皇帝ニコライ1世が返礼としてこのように名付けた。

## 概要
全5幕、または4幕とエピローグからなる。従来のジングシュピール（台詞付き歌芝居）の域を脱したロシア初の本格的オペラとして画期をなす作品であり、1836年の初演以来、ロシアのオペラ劇場で恒久的なレパートリーとして定着した。
物語は17世紀初頭のロシアが舞台。ロマノフ王朝の祖となった皇帝ミハイル・ロマノフをポーランドの干渉軍から守るため、農夫のイヴァン・スサーニンが自身を犠牲にするという伝説的なエピソードを描く。
ロシア農民を国民の中に位置づけるのは、ニコライ1世時代のイデオロギーである「官製国民性」に基づくものであり、これを歌詞の面からも音楽の面からも正面から取り上げ、成功させた作品である。
下って20世紀のソビエト連邦時代には、セルゲイ・ゴロデツキーの新しい歌詞によりプロローグと4幕のオペラ『イヴァン・スサーニン』として1939年に初演された。

## 作曲の経過

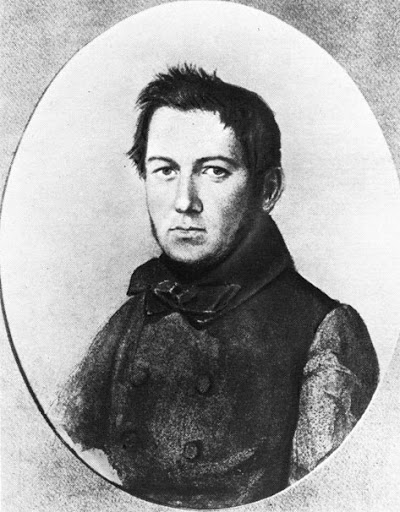
36歳ごろのミハイル・グリンカ（1840年）

グリンカは健康が優れず、暖かい気候が必要との医師の薦めにより1830年からイタリア、ドイツに旅行した。イタリアではミラノ、ローマ、ナポリに滞在してヴィンチェンツォ・ベッリーニやガエターノ・ドニゼッティに会ってイタリア・オペラを研究し、1833年からはベルリンでジークフリート・デーンに音楽理論を学んだ。1834年5月、父の死の知らせを聞いたグリンカはロシアに4年ぶりに帰国する。
サンクトペテルブルクでは、詩人ヴァシーリー・ジュコーフスキー（1783年 - 1852年）の貴族的な文学サロンに出入りした。グリンカは、ロシアの国民的テーマによるオペラの着手を考え、ジュコーフスキーに相談した。このときグリンカの念頭にあったのはジュコーフスキーの短編『マリーの森』だったが、ジュコーフスキーはイヴァン・スサーニンの物語を使うよう助言した。「私がロシア語のオペラを作りたいという抱負を語ると、ジュコーフスキーはそれに心から賛同し、『イヴァン・スサーニン』の題材を勧めてくれた。森の場面が深く私の印象に残り、私はそこにロシア独自の特徴的な性格を見出した」とグリンカは後に『回想録』に記している。
ジュコーフスキーは自身でオペラのエピローグのテクストを書いたが、当時皇太子だったアレクサンドル2世の教育係をしていたことをはじめ公務に忙しいことを理由に、宮廷の同僚だったエゴール・ローゼン男爵（1800年 - 1860年）に台本執筆を依頼した。また、ローゼンが関わる前に、ウラディーミル・ソログプが第1幕冒頭の合唱とアントニーダのカヴァティーナ及びロンドのテクストを書いた。ローゼンは、コンドラチイ・ルイレーエフのバラード『イヴァン・スサーニン』に基づいて脚色したほか、オペラで標準的な四重唱を可能にするために主人公の家族を増やした。脚本は1834年の暮れにできあがり、これをもとに作曲と台本化が別々に進められた。
後に、台本をローゼン男爵に担当させるよう助言したのは皇帝ニコライ1世だったことを、ローゼン男爵の娘が明らかにしている。
グリンカはロシアとポーランドの対比を音楽的に描くという基本構想を練り上げており、フランスで流行していた「救出オペラ」への精通や国家的イデオロギーへの強い共感、これらを象徴的に音として表現したいという熱意から集中的に作曲し、序曲をはじめとして音楽がしばしば台本に先んじるほどだった。
また、初演においてヴァーニャ役のヴォロヴィヨヴァがセンセーショナルな成功を収めたことから、彼女をより引き立てるため第4幕にヴァーニャの修道院門前の場面が追加されることになり、この部分のテクストを詩人でグリンカの親友のひとりネストル・クコリニクが書き、音楽は初演から10ヶ月後の1837年10月に作曲された。

## 初演

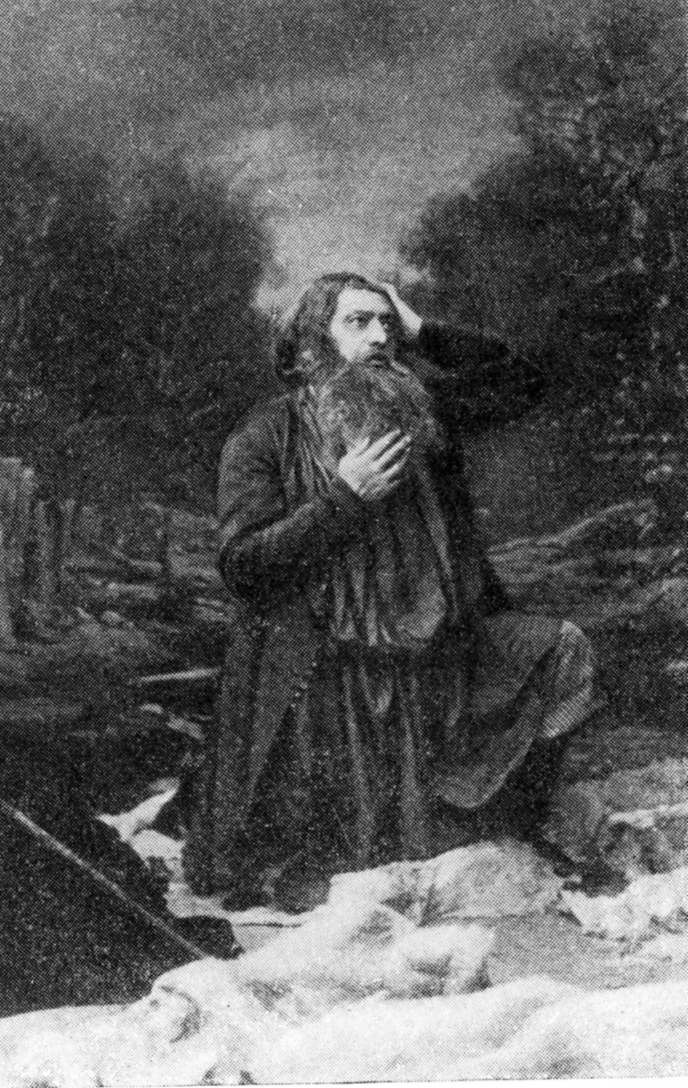
1836年の初演でオシップ・ペトロフが演じたイヴァン・スサーニン

『皇帝に捧げた命』は1836年11月27日（新暦12月9日）、カッテリーノ・カヴォス指揮によりサンクトペテルブルクボリショイ・カーメンヌイ劇場（石の大劇場）において初演された。
初演者は、オシップ・ペトロフ（イヴァン・スサーニン）、マリヤ・ステパノヴァ（アントニーダ）、アンナ・ペトロヴァ＝ヴォロヴィヨヴァ（ヴァーニャ）、レフ・レオノフ（ソビーニン）らである。
この初演は熱烈に歓迎され、その後1ヶ月あまりで11回上演が繰り返され、翌1837年も評判は衰えることなく、満席での上演がつづいた。
文学者のニコライ・ゴーゴリは、「わがロシアの国民的モチーフを題材にすればどんなオペラだってできあがらないことはない！（中略）グリンカのオペラは、すばらしい端緒でしかないのだ」と称賛した。
ウラディーミル・オドエフスキー公爵は、第4幕のイヴァン・スサーニンのモノローグについて、「メロディーはロシア的性格の純粋さをまったく失うことなく、今まで聞いたことのない、最高級の悲劇の様式を達成している」と激賞した。
しかし、一部の貴族たちからは「御者の音楽」との不評もあった。
『皇帝に捧げた命』の上演成功の功績によって、グリンカはニコライ1世から4,000ルーブルの値打ちのある指輪を拝領し、1837年1月には宮廷合唱団の楽長に任じられた。
グリンカは拝領の指輪を妻マリヤに捧げた。しかし、マリヤとの仲は次第に悪化し、1839年夏には別居状態となる。離婚手続きには時間がかかり、2年後の1841年5月に離婚の申し立てが登録され、実際に決定が出たのはさらに5年後の1846年5月である。
帝政ロシアでは、これ以降オペラ・シーズンの冒頭に『皇帝に捧げた命』が上演される習慣が定着した。
ロシア国外では、1866年にプラハでミリイ・バラキレフの指揮によって初演されており、『皇帝に捧げた命』は外国で上演された最初のロシア・オペラとなった。
なお、バラキレフがグリンカと出会ったのは1855年、バラキレフ18歳のときであり、このときバラキレフは『皇帝に捧げた命』の主題に基づく自作の幻想曲を弾いて聴かせ、グリンカを喜ばせている。
その後、イギリスでは1887年7月12日にロンドンのロイヤル・オペラ・ハウス（コヴェントガーデン歌劇場）、アメリカでは1936年12月12日にサンフランシスコで初演された。
また、ソ連時代のセルゲイ・ゴロデツキーの台本による『イヴァン・スサーニン』は、1939年2月21日、モスクワ・ボリショイ劇場において、サムイル・サモスード指揮、マルク・レーイゼンのタイトルロールによって初演された。

## 物語

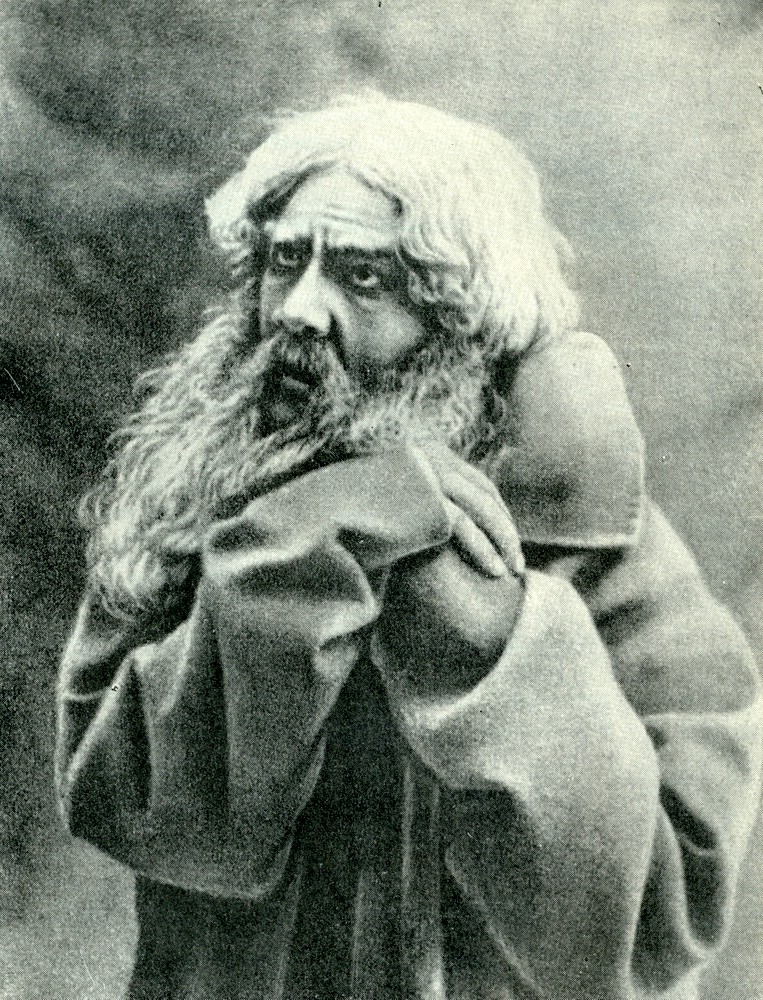
フョードル・シャリアピンが演じるイヴァン・スサーニン（1900年ごろ）

以下の配役及び進行は、『新グローヴオペラ事典』及び『ロシア音楽事典』に基づいています。

### 配役
- イヴァン・スサーニン（バス）：ドムニノ村の農民
- アントニーダ（ソプラノ）：イヴァンの娘
- ボグダン・ソビーニン（テノール）：アントニーダの婚約者
- ヴァーニャ（アルト）：イヴァンの養子。孤児。
- ポーランド王シギズムンド（バス）
- ポーランド軍の隊長（バリトン）
- ロシア軍の隊長（バス）
- ポーランド軍の伝令（テノール）
- ロシア軍・ポーランド軍の合唱団、兵士たち。貴族たち、農民たち、群衆

### 第1幕
動乱時代末期の1613年冬、シャチャ川沿いのドムニノ村。村の男たちが皇帝と祖国への忠誠を、女たちは春の到来を歌う。イヴァン・スサーニンの娘アントニーダは、婚約者であるボグダン・ソビーニンを慕う気持ちと婚礼が近づいたことを歌う（「ああ、私の野原よ」）。国の危機を憂うイヴァンは、いまは結婚式どころではないとたしなめる。川から舟に乗ってソビーニンが到着し、全国会議においてミハイル・ロマノフがツァーリに選出され、ポジャールスキー公が義勇軍を結成したと話す。イヴァンは皇帝が正式に即位すれば二人の結婚を認めようと答える。

### 第2幕
ポーランド軍司令部の舞踏会。将校たちがポロネーズやクラコヴィアクを踊り、ロシアに対する勝利を誓っていると、伝令がミハイルのロシア皇帝選出を伝える。ポーランドの王子ヴワディスワフを支持する兵士たちの一部は、ミハイルを捕らえて即位を阻止しようとミハイルの潜伏先コストロマに向けて出発する。

### 第3幕
スサーニンの家。イヴァンの養子ヴァーニャがスサーニン家に育てられた幸福を歌っていると、イヴァン、ソビーニン、アントニーダが加わり、婚礼の喜びを歌う四重唱となる。ソビーニンは婚礼の準備のために出て行く。そこへポーランド兵が現れ、イヴァンにミハイルのところまで案内するように要求する。イヴァンは同意したふりをして、修道院にいるミハイルの部下たちに危急を伝えるようヴァーニャに密かに命じる。イヴァンが殺されることを予期したアントニーダは父親にすがりつくが、ポーランド兵によって引き離される。イヴァンが兵たちと出て行き、泣いているアントニーダのところへ彼女の友人たちが婚礼前の別れの宴のためにやってくる。アントニーダはなにが起こったかを一同に告げる（「友よ、それが悲しいのではない」）。ポーランド軍の侵入を伝え聞いたソビーニンが村人たちとかけつけてきて、復讐を誓う。

### 第4幕

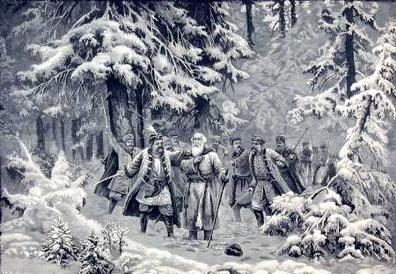
「イヴァン・スサーニンの死」（19世紀の絵画）

第1場
夜、深い森の空き地。ソビーニンと武装した農民たちが暗闇の中で道に迷う。ソビーニンは一同を勇気づけて歌う（アリア「兄弟たちよ、嵐の中へ」）。
第2場
修道院の門。ヴァーニャがミハイルのいる修道院にたどり着き、事態を伝える（アリア「私の哀れな馬は野原で倒れた」）。
第3場
暗い、雪に覆われた森。ポーランド軍は修道院への道を見つけられず、イヴァンを罵って休憩する。イヴァンは家族を思い、心の中で別れを告げる（アリア「わが夜明けよ早く来い」）。嵐の中、ポーランド軍の尋問が始まり、イヴァンは彼らを騙したことを明かして嘲弄する。ポーランド兵がイヴァンに襲いかかるが、イヴァンは殺される直前に明るくなった東の空を見て、計画の成功を確信する。直後にソビーニンらが到着してポーランド軍を討つ。

### 第5幕またはエピローグ
モスクワの赤の広場。ミハイルの戴冠を祝う群衆のなかに、アントニーダ、ソビーニン、ヴァーニャがいる。イヴァンの死を嘆く彼らに、兵士たちは「あなた方の父親の犠牲を皇帝は決して忘れないだろう」という。鐘の音が鳴り響き、全員が皇帝への賛歌（「ロシア皇帝に栄えあれ」）を歌って幕となる。

## 解題

### 歴史的意義
グリンカ以前に作られてきたロシア・オペラは、同じ題材に基づくカッテリーノ・カヴォスの『イヴァン・スサーニン』（1815年）もそうであるようにジングシュピールと呼ばれる台詞の付いた歌芝居の様式であった。『皇帝に捧げた命』は、ロシア語の歌詞に基づきレチタティーヴォとアリア、アンサンブル、合唱という音楽ナンバーを組み合わせたロシア初の本格的なオペラである。
また、悲劇的結末を受け入れない当時の習慣にしたがって、カヴォスの『イヴァン・スサーニン』では主人公イヴァンが最後に救出されることになっていたが、本作ではフランス革命期に流行した「救出オペラ」の技法を用いながら、イヴァンが救出されず憤死する悲劇とした点でもロマン主義的な新機軸を打ち出しており、西ヨーロッパ最新のオペラとも比肩しうる独自性を持っていた。この作品の歴史的意義は、「ロシア音楽の過去と未来に境界をつけた」（ユーリ・ケールドゥイシ）といわれ、プーシキンやゴーゴリなど同時代の文人にも称賛された。
日本のロシア音楽研究者で『ロシア音楽の魅力　グリンカ・ムソルグスキー・チャイコフスキー』の著者森田稔は、『皇帝に捧げた命』について「このオペラは1836年の初演以来、つねにロシアのオペラ劇場の定番としての地位を保ってきた。その意味では、ロシア音楽史上でまさに例外的に重要な位置を占める」とし、グリンカが「ロシア音楽の父」と呼ばれる根拠として本作を挙げている。

### イヴァン・スサーニンと「官製国民性」

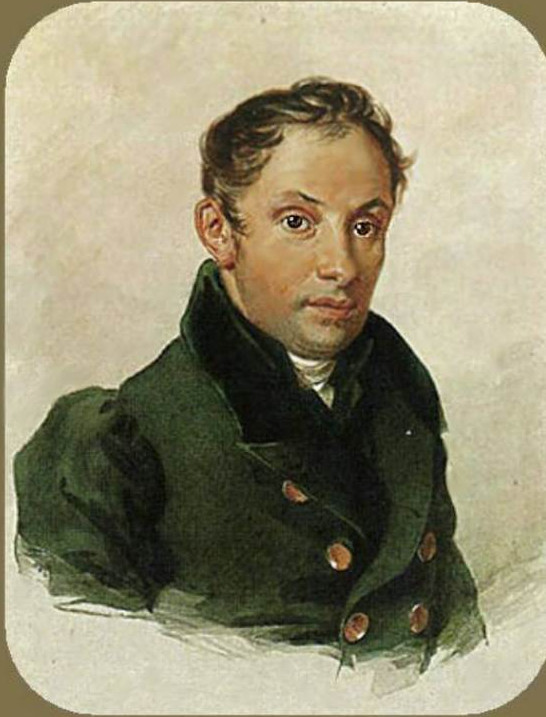
ヴァシーリー・ジュコーフスキー（1783-1852。ピョートル・ソコロフ画。1830年ごろ）

イヴァン・スサーニンは17世紀初頭のロシア・ポーランド戦争において、ロシアに侵攻してきたポーランド軍に対して抵抗したとされる伝説的英雄である。全国会議で皇帝に選出された当時16歳のミハイル・ロマノフは、コストロマのイパーチー修道院に潜伏しており、このとき、ポーランド軍の捜索隊から若き皇帝の居所を隠し通し、拷問の末に命を落としたのが地元の農民イヴァン・スサーニンだったとされる。この顛末は1619年、イヴァンの娘婿であるソビーニンに与えられた特別免除状に記されており、以降のロマノフ朝の皇帝たちはスサーニン家の子孫に対して代々特別免除状を更新してきた。イヴァン・スサーニンの名は1792年にロシアの歴史文献に書き加えられ、その果敢な行為は1812年ロシア戦役でのナポレオン軍に対する農民のパルチザン活動にもなぞらえられた。1817年にはセルゲイ・グリンカ（作曲者の従兄弟）によって『青少年のためのロシア史』に掲載されるなど、教科書にも登場する人物としてロシア人の愛国心に組み込まれた。
ロシアのロマン主義文学においても、「イヴァン・スサーニン」はルイレーエフによる同名バラードをはじめとして舞台作品の定番的人物であり、グリンカのオペラ初演を指揮したカッテリーノ・カヴォスは、1815年に同名のジングシュピール作品を作曲していた。
グリンカがジュコーフスキーと親交を持ったころには、ニコライ1世の統治下で帝政体制の基本理念である「専制・正教・国民性」の一端を担う「官製国民性」が唱導され、ロシアの国民的かつ愛国的芸術観は、「官製国民性」の教養の一部として新たな意味づけが与えられていた。詩人であるとともに、ロシア宮廷に仕えて皇太子の養育官でもあったジュコーフスキーは、そのもっとも熱心な旗振り役のひとりだった。一介の農夫がロマノフ朝樹立の大義に命を捧げるというテーマは、そうした理念を裏打ちする格好の材料であり、ジュコーフスキーはグリンカに提案する前にも歴史小説家ミハイル・ザゴースキンに「イヴァン・スサーニン」の題材を勧めていた。
したがって、『皇帝に捧げた命』はロマノフ朝の成立史を扱っているものの、史実性や事件性よりも物語のイデオロギー的な意義を公然と語ることにその主たる関心が置かれ、「国家の繁栄なくして個人の幸福はない」あるいは「王朝への神権への熱烈な服従」というメッセージが強調されている。

### 音楽
『皇帝に捧げた命』の音楽は、ロシアの音楽とポーランドの音楽の対立関係をオペラのドラマトゥルギー的な構造としている。
これらについて、グリンカは民族的な素材を用いながら悲劇としても高い水準を達成し、英雄的なドラマの中心に据えることに成功しているが、これには、オペラの主要人物が農民であり、民俗的な語法を取り入れることに違和感がなかったことが寄与している。
登場人物のうち、ロシア人には叙情的で不規則な拍節、装飾音を伴った4度あるいは5度下降音による終止形（グリンカはこれを「ロシア音楽の魂」と呼んだ）、平行長短調の交錯など特徴的な可変旋法を用いている。これらはロシア民謡のプロチャージナヤ（延べ歌）を都市の世俗ロマンスをモデルとして西ヨーロッパ風に様式化したものである。こうしたロシア的様式は、第1幕アントニーダのカヴァティーナと最後の三重唱に典型的に見られる。
一方で、ポーランド人は三拍子のポロネーズやマズルカ、シンコペーションを多用した二拍子のクラコヴィアクといったポーランドの民俗舞曲のリズムによって集団的に表現され、第2幕はこうしたポーランドの舞曲で占められている。また、第3幕では、ポーランド軍の接近する様子を、ポロネーズへの連想を働かせることによって巧みに表現している。
神がわれらに与えし君よ！

その王家の永遠ならんことを！

わがロシアの大地に栄えあれ！

われらの愛するわれらの祖国が、

そもそも民謡様式の利用は、「官製国民性」の教義に基づき、オペラに民衆的な登場人物の存在を反映するように意図されたものであった。
グリンカはイヴァン・スサーニンを性格づけるためにロシア民謡を用いているが、それはイヴァン個人としてではなく、国民性すなわちロシア国民全体を表現するためであった。
実際には、民謡から採られた旋律はごく少なく、オペラではそれほど重要な役割を果たしていない。例えば、第1幕の合唱は、バラライカに似せたピチカート伴奏などが「民謡風」という程度にとどまっている。第1幕のイヴァンの最初の返歌はロシア民謡「御者の歌」に基づいている。第3幕の花嫁の友人たちの合唱ではロシアの婚礼歌に特有の5拍子を用いているが、旋律自体はグリンカの創作である。なお、これによりグリンカは、5拍子の曲を作った最初の作曲家となった。第4幕の大詰めではロシア民謡「母なるヴォルガ」が特徴的な動機の形に煮詰められてオスティナートとして用いられる。
エピローグの合唱「栄えあれ」の歌詞はジュコーフスキーによるもので、グリンカはこの部分を17世紀から18世紀にかけてロシアで流行したカントの様式を用いて作曲している。
この主題は第1幕冒頭の合唱主題に関係しているほか、序曲の最初のフレーズにもつながっている。「栄えあれ」の主題は、ニコライ1世及びアレクサンドル2世の時代には、事実上第二のロシア帝国国歌となっていた。これらは、『皇帝に捧げた命』が物語の上でも音楽の上でも、「官製国民性」の教義に貫かれた作品であることを意味している。
一方でグリンカの音楽は、当時のロシア上流社会の皮相な国際主義を映し出してもいる。当時のロシア貴族たちはフランス語で会話し、ドイツ人やフランス人の家庭教師、イギリス人の馬丁たちにかしずかれ、西ヨーロッパを広く旅行した。彼らにとってロシア的なものは、幼年時代に過ごした田舎の夏休みや、農奴や乳母たちの歌や物語、正教会の礼拝といった感傷的な思い出によって結びついているのみであった。『皇帝に捧げた命』の音楽も、基本的にはイタリア風のオペラ様式に、多くのフランス風の特徴やいくらかのウィーン風の舞踏音楽、ロシア民謡の素材などを織り込んだ折衷的なものとなっている。

## ソ連時代の改作

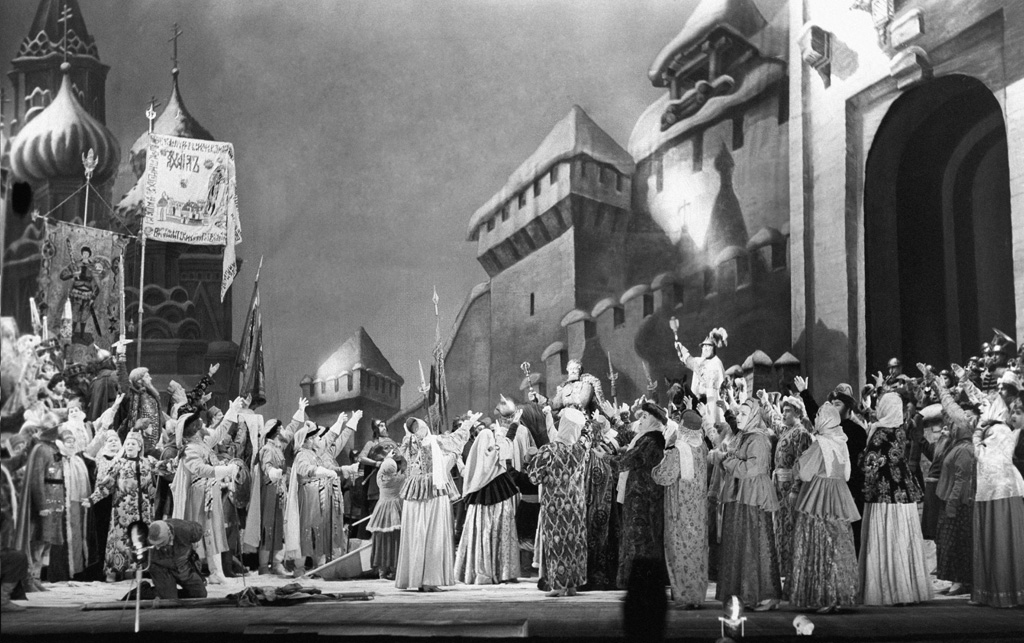
ソ連時代に改作された『イヴァン・スサーニン』の舞台（1957年）

1917年のロシア革命後、『皇帝に捧げた命』は一時的にロシアのオペラ劇場のレパートリーから外れたが、詩人セルゲイ・ゴロデツキーによる新たな歌詞を付されたプロローグと4幕のオペラ『イヴァン・スサーニン』として、1939年2月21日にモスクワ・ボリショイ劇場で初演された。ゴロデツキーの『イヴァン・スサーニン』は、『皇帝に捧げた命』の台本から帝政に言及した箇所を「ロシアの大地」と民衆への賛辞に置き換えたもので、スターリン時代の愛国心高揚に利用された。
以降、このオペラはほとんどゴロデツキー版によって上演・録音されてきたが、ペレストロイカ末期の1989年、『皇帝に捧げた命』にタイトルを戻した帝政時代の版がモスクワ・ボリショイ劇場において復活上演された。これらについて『新グローヴオペラ事典』では、歌詞・音楽ともに「官製国民性」のイデオロギーによって統一されたこの作品において、ゴロデツキーの台本はその調和を崩すものとし、「代用の台本はやがて消え去る運命」にあると述べる。
一方、森田稔によると、1989年の『皇帝に捧げた命』復活上演やその後のミラノ・スカラ座での再演については演出が不評であり、1945年のバラトフ演出によるゴロデツキー版『イヴァン・スサーニン』が1997年に再び上演された。このときのプログラムでは、「政治的理由からではなく、演劇としての美学的基準のみに従った」とされている。

## ギャラリー
以下の画像は、ロシアの舞台美術家ウラジーミル・タトリン（1885年 - 1953年）による『皇帝に捧げた命』の舞台デザインである。

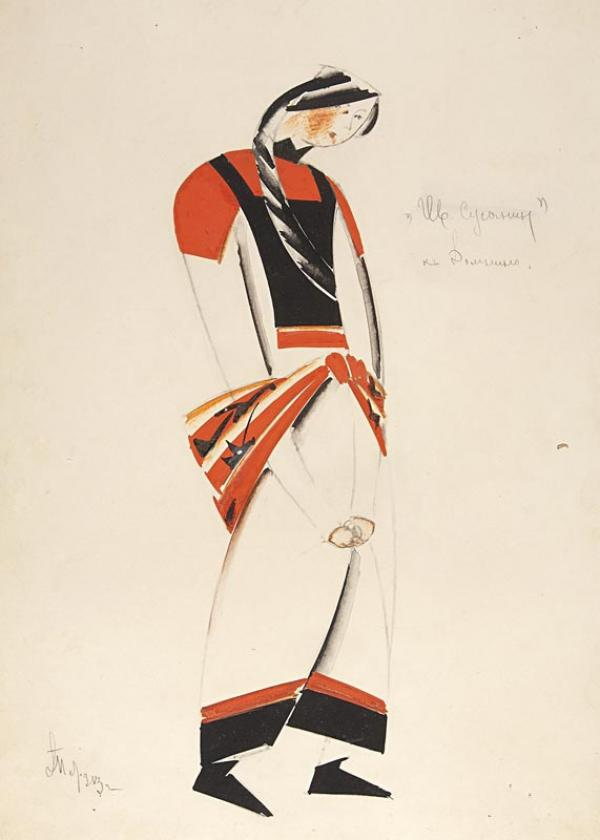
アントニーダ
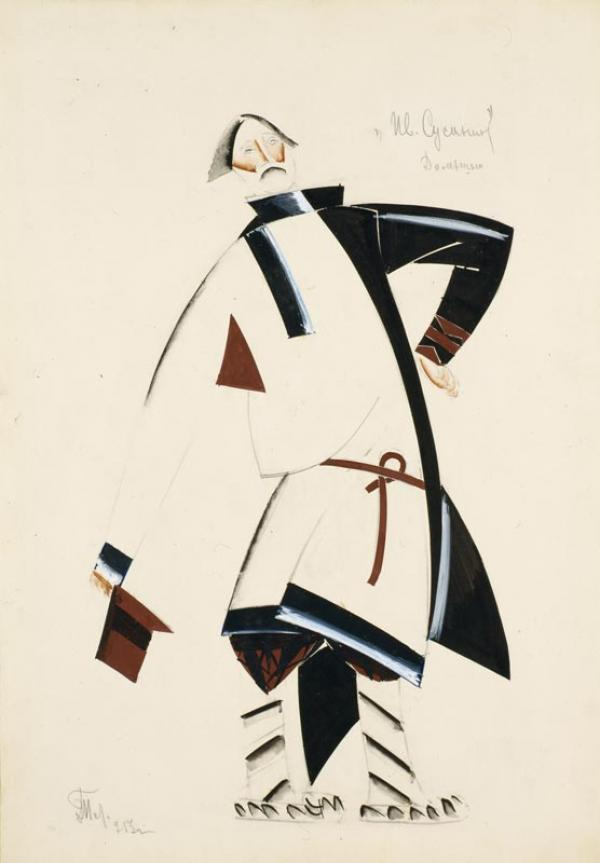
ボグダン・ソビーニン
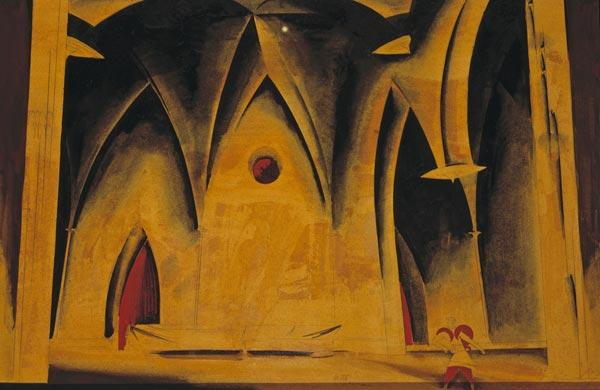
第2幕「ポーランド軍の舞踏会」
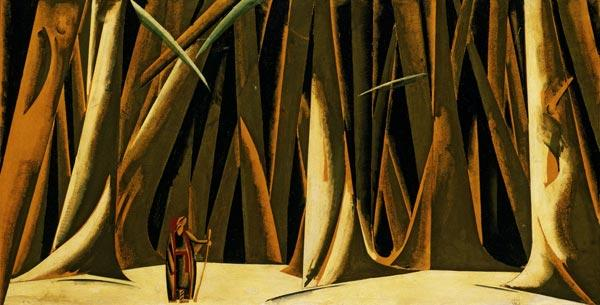
第4幕「森」
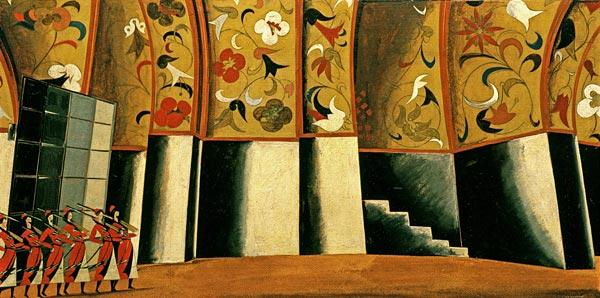
第5幕またはエピローグ「赤の広場」